# Hypoponera papuana
Hypoponera papuana är en myrart som först beskrevs av Carlo Emery 1900.  Hypoponera papuana ingår i släktet Hypoponera och familjen myror. Inga underarter finns listade i Catalogue of Life.